# Дуб-велетень № 4
Дуб-велетень № 4 — ботанічна пам'ятка природи місцевого значення. Об'єкт розташований на території Валківської громади Богодухівського району Харківської області, Мерчицьке лісництво, квартал 74: виділи 6.
Площа — 0,1 га, статус отриманий у 1984 році.
Охороняється дерево дуба звичайного віком понад 250 років — залишок корінних пралісів.